# 鹿毛和哉
鹿毛 和哉（かげ かずや、1957年3月10日-  ）は、日本の経営者。日本コークス工業社長を務めた。福岡県出身。

## 来歴・人物
1982年に九州大学院を修了し、同年に新日本製鐵に入社した。2016年4月に日本コークス工業顧問に就任し、同年6月には社長に就任。2022年4月に取締役相談役に就任。